# Ljudemisl
Ljudemisl (v virih je ime zapisano kot Liudemuhslo) je bil okrog leta 823 lokalni oblastnik na območju Vladislavove  kneževine v Dalmaciji. Omenjen je kot Bornin stric, ki je na svoj dvor sprejel poraženega Ljudevita Posavskega, vendar je slednjega dal spomladi leta 823 zahrbtno umoriti, verjetno na zahtevo Frankov.  Možno je, da je bil tudi Ljudemisl knez.